# Berith

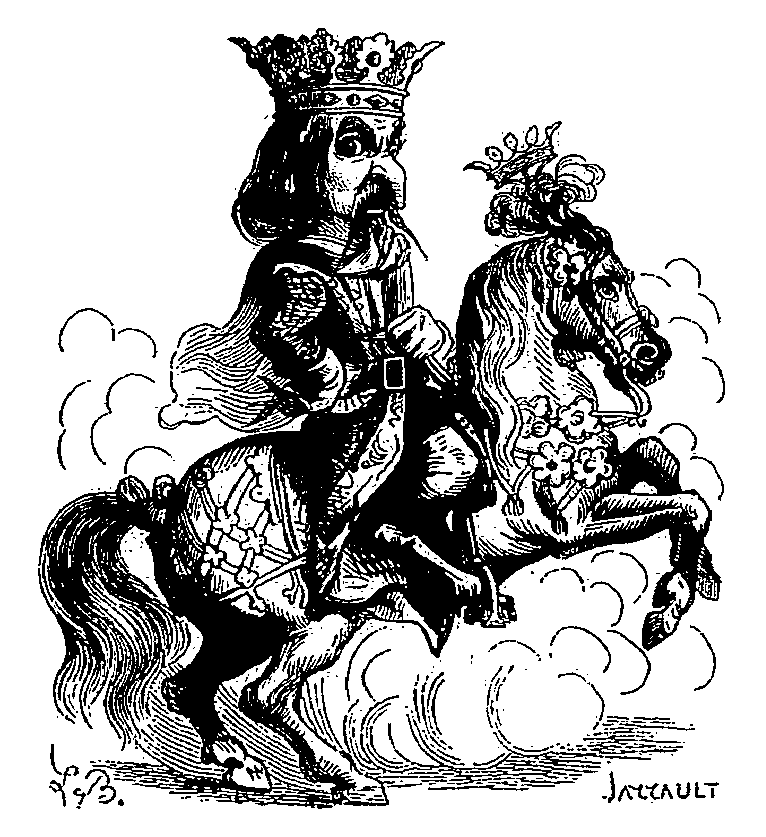
Ba'al Berith

Ba'al Berith, správně Baʿal Berith a El Berith, neboli pán smluv, je jeden nebo dva bohové uctívaní Kananejci a izraelským městem Šechem. Pravděpodobně je zmíněn v ugaritských textech jako „brt“ ve spojitosti s Ba'alem  a v Sanchuniathonské práci jako Beruth. Podle Knihy Soudců byl jeho chrám zničen, když Ambimelech potlačil povstání svých poddaných. Pojem „Ba'al“ je vykládán jako ekvivalent k „El-berith“, které znamená „bůh smluv“, 'smlouva' (hebrejsky berith) může odkazovat ke smlouvám kananejské ligy, ve které mělo město Šechem hlavní postavení nebo ke smlouvám mezi Izraelity a obyvateli Šechemu.

## V Bibli
V Knize Soudců jsou zmíněni Ba'al Berith a El Berit, ale není jasné, zda se jedná o jednoho nebo více bohů. Učedníci z jiné části Bible vyvozují, že on (nebo oni) mohl být bohem plodnosti a vegetace. Také je nejasné k čemu se smlouva jménem „berith“ vztahuje. Jinde jsou někteří Šešemité nazýváni muži Hamóra (Chamóra) , toto označení je často srovnáváno se syny Hamóra, jež na starověkém Středním východě označovalo člověka, který uzavřel smlouvu potvrzenou zabitím osla (hamóra). S tímto výrazem se můžeme setkat v Kniha Genesis s v Knize Jozue, stejně jako v Knize Soudců, v níž je Hamór nazýván otcem Šechemu. V Knize Genesis je také zmiňován muž jménem Hamór, který vládl v oblasti Šechemu a měl syna jménem Šechem.

## Rabínská literatura
Beritha začali židé uctívat až po smrti Gideona a to ve formě mouchy. Židé ho uctívali natolik, že nosili jeho obrázek v kapse. Podle nich je totožný s Ba'al Zebubem, protože židé vytvořili smlouvu (hebrejsky berith) oddanosti k modle Ba'al Zebuba, nechtíc se od něj nikdy odklonit. Podle jiného konceptu byl Ba'al Berith obscénní článek modlářského uctívání, případně napodobenina modly. Na tom je zřejmě založen pozdější význam slova berit,  což znamená obřízka.

## Křesťanství
Ba'al Berith je podle křesťanství hlavním tajemníkem pekla, vedoucím oddělení veřejných archivů a démonem, který pokouší lidi k rouhání se a vraždám. Mezi knížaty pekelnými byl obvykle viděn jako pontif (papež). Vypráví o věcech z minulosti, přítomnosti i budoucnosti. K jeho dalším schopnostem patří přeměnění všech kovů ve zlato. Podle knihy Admirable History, napsané otcem Sebastienem Michaelisem v roce 1612, Ba'al Berith posedl jeptišku v Aix-en-Provence. Při jeho vymítání neřekl dobrovolně pouze své jméno a jména dalších démonů, ale vyzradil i jména svatých, kteří by proti nim byli nejúčinnější.